# Elias S. Holliday

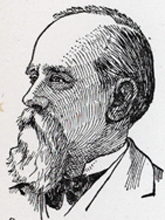
Elias S. Holliday

Elias Selah Holliday (* 5. März 1842 in Aurora, Dearborn County, Indiana; † 13. März 1936 in Brazil, Indiana) war ein US-amerikanischer Politiker. Zwischen 1901 und 1909 vertrat er den Bundesstaat Indiana im US-Repräsentantenhaus.

## Werdegang
Elias Holliday wuchs auf verschiedenen Farmen in Indiana, Missouri und Iowa auf. Er besuchte die Schulen seiner jeweiligen Heimat und unterrichtete später in Iowa für einige Zeit als Lehrer. Während des Bürgerkrieges diente Holliday bis August 1864 im Heer der Union. Nach dem Krieg setzte er seine eigene Ausbildung am Hartsville College in Indiana fort. Außerdem arbeitete er wieder als Lehrer. Nach einem Jurastudium in Mount Vernon und seiner im Jahr 1873 erfolgten Zulassung als Rechtsanwalt begann er in Carbon in diesem Beruf zu praktizieren. Seit 1874 lebte Holliday in Brazil, einem Ort im Clay County. Zwischen 1877 und 1880 sowie nochmals in den Jahren 1887 und 1888 war er Bürgermeister dieser Kleinstadt. Im Jahr 1884 fungierte er auch als deren juristischer Vertreter; von 1892 bis 1896 gehörte er dem dortigen Gemeinderat an.
Politisch war Holliday Mitglied der Republikanischen Partei. Bei den Kongresswahlen des Jahres 1900 wurde er im fünften Wahlbezirk von Indiana in das US-Repräsentantenhaus in Washington, D.C. gewählt, wo er am 4. März 1901 die Nachfolge von George W. Faris antrat. Nach drei Wiederwahlen konnte er bis zum 3. März 1909 vier Legislaturperioden im Kongress absolvieren. Im Jahr 1908 verzichtete Holliday auf eine erneute Kongresskandidatur. Nach seinem Ausscheiden aus dem US-Repräsentantenhaus praktizierte er wieder in Brazil als Anwalt. Im Jahr 1922 zog er sich in den Ruhestand zurück. Er starb am 13. März 1936 im Alter von 94 Jahren.